# Kruip

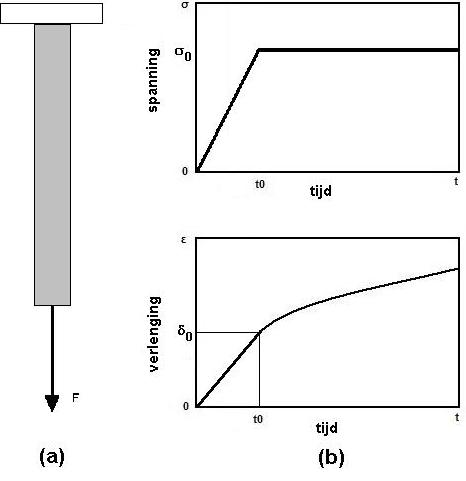
Illustratie van het verschijnsel kruip

Kruip is de blijvende vervorming van een materiaal dat gedurende langere tijd belast is met bijvoorbeeld trek- of drukkracht, of met een moment belast is. Kruip is doorgaans een ongewenst verschijnsel, en kan een beperkende factor zijn voor de levensduur van een object.

## Beschrijving
Wanneer er een trekkracht wordt uitgeoefend op een materiaal, zal het materiaal uitrekken. Voor niet te grote krachten verloopt deze vervorming elastisch, dat wil zeggen omkeerbaar en volgens de wet van Hooke evenredig met de uitgeoefende kracht:
{\displaystyle \Delta L={\frac {F}{E}}}
In onderstaand tekst kan voor verlenging (trekkracht) ook verkorting gelezen worden (drukkracht):

met ΔL de verlenging, E de elasticiteitsmodulus van het materiaal, en F de op het materiaal uitgeoefende trekkracht. Wanneer de kracht weer wordt weggenomen, keert het materiaal terug naar zijn oorspronkelijke lengte. De elasticiteitsmodulus als materiaalconstante kan voor het bepalen van de verlenging echter alleen gebruikt worden voor een korte belastingstijd en bij gelijkblijvende temperatuur. Afhankelijk van het soort materiaal, de grootte van de uitgeoefende kracht en de tijdsduur dat de kracht werkzaam is, zal soms het materiaal niet naar de oorspronkelijke lengte terugkeren, maar een blijvende verlenging vertonen: er is kruip opgetreden.
Wanneer een materiaal gedurende lange tijd wordt onderworpen aan een externe belasting, verhoogt de verlenging volgens
{\displaystyle \Delta (L)={\frac {F}{E(t)}}}
De E-modulus wordt dus tijdsafhankelijk.
Verder is het ook zo dat bij hogere temperaturen de afhankelijkheid van de verlenging vergroot:
{\displaystyle \Delta (L)={\frac {F}{E(t,T)}}}
Naast tijdsafhankelijk is de E-modulus dus ook temperatuurafhankelijk.

## Het optreden van kruip

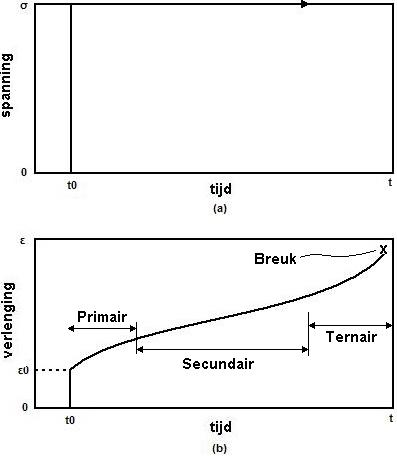
Figuur 1: Kruip in een balk onder constante belasting

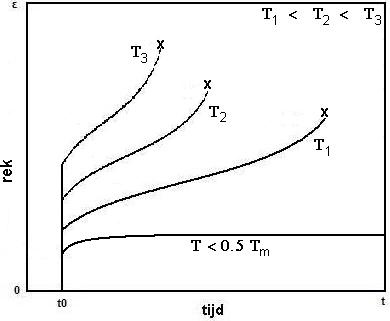
Figuur 2: De invloed van de temperatuur op de kruip

Figuur 1 hiernaast toont een kruipexperiment. Een materiaal wordt hier op tijdstip t0 mechanisch belast met een zekere kracht F die een spanning σ in het materiaal veroorzaakt, zoals te zien is in (a). De temperatuur wordt tijdens het experiment constant gehouden. In afbeelding (b) is te zien wat dit voor gevolgen heeft op de rek. Aanvankelijk krijgt het materiaal een verlenging van ε0. Met het verstrijken van de tijd begint het materiaal echter kruip te vertonen.
In de kruipcurve is te zien dat kruip zich in drie stadia ontwikkelt, voordat een materiaal dat kruip ondergaat, uiteindelijk breekt. Eerst ondergaat het materiaal primaire kruip. In deze fase neemt de kruipsnelheid langzaam af. Blijkbaar vindt er dan versteviging in het materiaal plaats. Tijdens secundaire kruip is de kruipsnelheid constant, doordat de versteviging enerzijds, en het zachter worden door "recovery" anderzijds elkaar in evenwicht houden. Doorgaans is dit deel van de curve het langste. Tijdens ternaire kruip wordt het kruipproces versneld, en dit leidt uiteindelijk tot breuk van het materiaal.
Deze breuk vindt meestal intergranulair plaats.
Voor een constructeur zijn twee parameters bij kruip met name van belang. Dit zijn de stationaire (Engels: steady state) kruipsnelheid {\displaystyle {\dot {\varepsilon }}_{s}} en de tijd tot breuk tb. De waarde voor {\displaystyle {\dot {\varepsilon }}_{s}} is de helling van het secundaire gebied uit de kruipcurve. Deze helling wordt berekend als de rek per tijdseenheid, ofwel middels Δε/Δt. {\displaystyle {\dot {\varepsilon }}_{s}} wordt gebruikt als een ontwerpparameter, van belang voor constructies die langere tijd mee moeten gaan, zonder dat er kans is op breuk door kruip. De tijd tot breuk tb wordt gebruikt voor constructies die slechts korte tijd hoeven mee te gaan.
Op kamertemperatuur is het effect van kruip doorgaans verwaarloosbaar. Rekening houden met kruip is meestal pas nodig bij constructies die gedurende langere tijd op hogere temperaturen functioneren, zoals motoren en turbines. Bij metalen hoeft er met kruip meestal pas rekening gehouden te worden boven een temperatuur van 0,5 Tm, ofwel de helft van de smelttemperatuur van het materiaal in kelvin. Van polymeren is bekend dat kristallijne polymeren boven de glasovergang meer kruip vertonen dan amorfe polymeren. Overigens: Niet bij ieder materiaal wordt breuk pas interessant bij hoge temperaturen. Van materialen als staal, beton en hout is bekend dat ze ook bij kamertemperatuur kruip vertonen.
Figuur 2 toont een voorbeeld van de invloed van de temperatuur op de kruip in een zeker metaal. Te zien is, dat bij een lagere temperatuur het secundaire gebied van de kruipcurve steeds langer wordt. Onder een bepaalde waarde is het secundaire gebied zelfs oneindig groot, aangezien de stationaire kruipsnelheid nadert tot 0. In dit temperatuurgebied vindt er geen breuk plaats. De figuur kan óók gebruikt worden als illustratie van de invloed van de mechanische spanning op kruip. Hoe hoger de mechanische spanning is, des te korter is het secundaire gebied van de kruipcurve, en des te sneller treedt er breuk op. Ligt de mechanische spanning echter onder een bepaald niveau, dan zal ook in dit geval de stationaire kruipsnelheid naderen tot 0.
Naast bovengenoemde beschrijving van het verschijnsel kruip, wordt met de benaming kruip ook wel een ander verschijnsel bedoeld, wat onder meer wordt aangetroffen in voorgespannen kabels. Deze worden gerekt en ondervinden hierdoor een inwendige spanning. Na verloop van tijd zal blijken dat de spanning afneemt, terwijl de rek gelijk blijft. Deze vorm van kruip wordt ook wel spanningsrelaxatie genoemd. Niet in iedere literatuur wordt spanningsrelaxatie overigens als een vorm van kruip beschreven.

## Modelleren van kruip
In het verleden zijn verschillende modellen opgesteld om kruip te kunnen beschrijven, waaronder het Maxwell-element, het Kelvin-Voigt-element en het Burgersmodel dat beide voorgaande elementen combineert. Voor het verloop van kruip in de tijd zijn echter ook empirische formules voorhanden, waaronder
Andrade: {\displaystyle D(t)=a+b\times t^{1/3}{\frac {}{}}}
Kohlrausch: {\displaystyle D(t)=D_{0}\times \exp \left({\frac {t}{t_{0}}}\right)^{m}}
Hierin is D de reciproke waarde van E, ofwel D = 1/E, t is de tijd en m is een getal dat meestal de waarde 1/3 heeft. De vergelijking van Kohlrausch, oorspronkelijk opgesteld voor kruip van glas, is in ieder geval goed bruikbaar voor een groot aantal amorfe glasachtige polymeren. De vergelijking houdt echter geen rekening met niet-lineariteit van het kruipgedrag bij hogere waarden voor de spanning en de rek, en ook niet met de fysische veroudering die optreedt bij snel afgekoelde glasachtige polymeren.

## Voorbeelden van kruip
1. Een waslijn zal na verloop van tijd uitrekken en niet meer gespannen staan.
2. Een boekenkastplank van mdf of spaanplaat zal onder het gewicht van de boeken blijvend doorbuigen. Boekenplanken van massief hout of van multiplex hebben veel minder last van kruip, en zullen gewoon terugveren wanneer de boeken worden weggehaald. Pas na langere tijd bij hogere belastingen zal een zichtbare blijvende doorbuiging zijn opgetreden. Hoe lager de elastische (terugverende) doorbuiging, hoe kleiner ook de blijvende doorbuiging (kruip) zal zijn; dikkere planken zijn dus beter.
3. Na de Tweede Wereldoorlog was er een tekort aan koper, waardoor het erg duur was. Elektrische bedrading in huizen werd daarom wel gemaakt van aluminium, dat ook een goede geleider is, zij het niet zo goed als koper. Doordat aluminium meer onderhevig is aan kruip dan koper, veroorzaakten de schroeven waarmee de Al-bedrading was vastgemaakt zoveel kruip dat het contact tussen draad en schroef onbetrouwbaar werd.
4. Kruip is ook de reden dat het beter is de uiteinden van soepele koperen draden die uit meer draden zijn samengesteld, niet samen te solderen. Door de kruip die in het tin bij vastklemming ontstaat, gaat na enige tijd het goede contact verloren.
5. Hoewel voornamelijk vanwege de verminderde treksterkte bij hogere temperaturen, was de instorting van het World Trade Center gedeeltelijk te wijten aan kruip door verhoogde temperatuur.

## Voetnoten
1. 1 2 3  "Materials Science and Engineering - an introduction", W.D. Callister, vierde druk 1997, John Wiley & Sons, ISBN 0471134597
2. 1 2  "Fracture Mechanics", M. Janssen, J. Zuidema en R.J.H. Wanhill, Tweede druk 2002, Delft University Press, ISBN 9040722218
3. ↑  W.D. Callister spreekt in zijn boek over een waarde van 0,4 Tm
4. 1 2  "Polymeren - van keten tot kunststof", A.K. van der Vegt, Delft University Press, vierde druk, 1999
5. 1 2  "Mechanics of materials", Gere and Timoshenko, derde druk 1991, pagina 21 en 22, ISBN 0412368803
6. ↑  In dit voorbeeld is aangenomen dat de kracht die op het materiaal of op de constructie wordt uitgeoefend, ook niet al te groot is

Aanslag · 
Breuk · 
Corrosie · 
Corrosie vermoeiing · 
Knikken · 
Kruip · 
Lijmfaalmechanisme · 
Mechanische overbelasting · 
Slijtage · 
Spanningscorrosie · 
Thermische schok · 
Verbrossing (Waterstofbrosheid) · 
Vermoeiing · 
Vloeien